# STS-109
STS-109（SM3B）是2002年3月1日从肯尼迪航天中心发射的一次航天飞机任务。它是美國太空梭計劃的第108次任务，哥伦比亚号的第27次飞行，以及对哈勃太空望远镜的第四次维修。它也是哥伦比亚号在命运多舛的STS-107任务之前的最后一次成功任务。